# Bursera lancifolia
Bursera lancifolia är en tvåhjärtbladig växtart som först beskrevs av Diederich Franz Leonhard von Schlechtendal, och fick sitt nu gällande namn av Adolf Engler. Bursera lancifolia ingår i släktet Bursera och familjen Burseraceae. Inga underarter finns listade i Catalogue of Life.